# ビオーリオ
ビオーリオ（伊: Bioglio）は、イタリア共和国ピエモンテ州ビエッラ県にある、人口約900人の基礎自治体（コムーネ）。

## 地理

### 位置・広がり

#### 隣接コムーネ
隣接するコムーネは以下の通り。
- カッラビアーナ
- カマンドーナ
- ペッティネンゴ
- ピアット
- ピエディカヴァッロ
- タヴィリアーノ
- テルネンゴ
- ヴァッランツェンゴ
- ヴァルディラーナ(モッソ、ヴァッレ・モッソ)
- ヴァッレ・サン・ニコラーオ
- ヴェーリオ

## 行政

### 分離集落
ビオーリオには、以下の分離集落（フラツィオーネ）がある。
Alcinengo, Banchette, Canepa, Ceretto, Croce, Grupallo, Longo, Masere, Migliario, Monte, Mornengo, Portula-Andrè, Riva, Sanguinetti, Triverio